# Луї Плайді

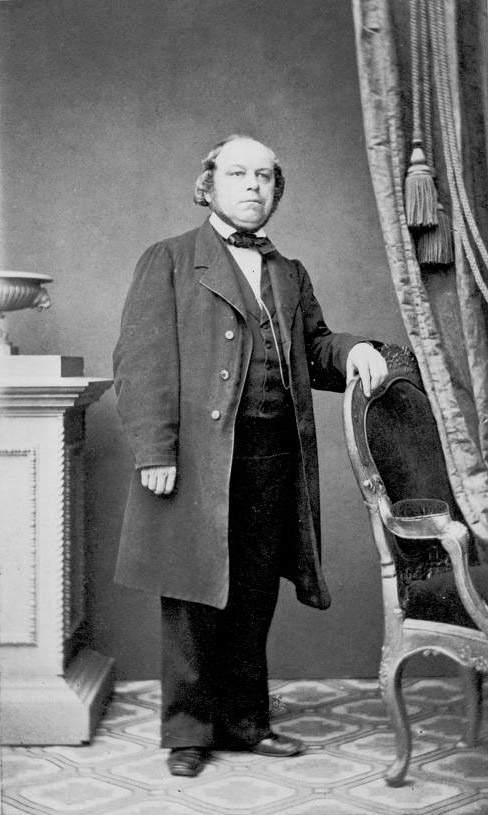
Луї Плайді

Луї Плайді (Юліус Пледі, нім. Louis Plaidy; нар. 28 листопада 1810, Вермсдорф, Саксонія — пом. 3 березня 1874, Гримма, Саксонія) — німецький скрипаль, піаніст та педагог, професор Лейпцизької консерваторії; автор вагомих методичних праць з гри на фортепіано.
Луї Плайді був учнем  Альбрехта Агте. Спочатку він грав в Дрездені на скрипці, потім в 1831 році вирушив до Лейпцига для удосконалення майстерності.

## Викладацька діяльність
У 1843 році, на запрошення Фелікса Мендельсона, почав викладати в Лейпцизькій консерваторії, працював в ній до 1865 року. Студенти Плайді вивчали технічні основи фортепіанної гри як окремий предмет.
Серед виданих учнів: Дадлі Бак, Фредерік Хаймен Ковен, Фелікс Дрезеке, Густав Ганйон, Едвард Гріг, Майкл Мейбрік, Джеймс Паркер, Юліус Рьонтген, Ернст Рудорф, Семюел Сенфорд, Артур Саліван, Ганс фон Бюлов.
Відомо, що Едвард Гріг розійшовся з Плайді в поглядах та інтересах (на думку Гріга, Плайді був прямолінійним педантом і малоздібним виконавцем), тому за власним проханням був переведений до класу Ернста Фердинанда Венцеля. Натомість Клара Кетлін Роджерс згадувала про Плайді як про милого і доброзичливого наставника, його вдячним учнем був також відомий в подальшому англійський піаніст і композитор Джон Френсіс Барнетт.

## Праці
Плайді опублікував дві книги з викладання фортепіано: методичний посібник «Технічні вправи для фортепіанної гри» (нім. Technische Studien fuer das Pianofortespiel, Лейпциг, 1852), який отримав популярність у різних країнах, і книгу більш вільного змісту «Вчитель фортепіано» (нім. Der Clavierlehrer).